# Kurt Vollmer
Kurt Vollmer (* 23. Juni 1934 in Schwaikheim; † 8. November 1998) war ein deutscher Politiker der FDP.

## Leben und Politik
Kurt Vollmer absolvierte nach einer Kraftfahrzeughandwerker-Lehre eine kaufmännische Ausbildung und war bis 1972 Inhaber eines Omnibusunternehmens in Schwaikheim. Er gehörte 1960 zu den Gründern des FDP-Ortsverbandes. Von 1962 an war er Mitglied des Gemeinderats, ab 1965 gehörte er auch dem Kreistag an, zunächst im Landkreis Waiblingen, ab 1973 im Rems-Murr-Kreis.
Zur Landtagswahl 1968 wurde Vollmer erstmals in den Landtag von Baden-Württemberg gewählt, konnte das Mandat jedoch 1972 zunächst nicht verteidigen. Die FDP musste starke Verluste hinnehmen, die aufgrund der veränderten politischen Ausrichtung im Zuge der sozialliberalen Koalition in Bonn besonders die FDP-Hochburgen in Nordwürttemberg wie das Remstal betrafen. 
Vollmer wurde 1972 Hauptbeauftragter beim Süddeutschen Rundfunk. Bei der Landtagswahl 1980 gelang ihm der Wiedereinzug in den Landtag, dem er anschließend über zwölf Jahre bis 1992 angehörte. Er vertrat über ein Zweitmandat den Wahlkreis Waiblingen. Kurt Vollmer wurde 1992 mit dem Bundesverdienstkreuz erster Klasse ausgezeichnet.